# Zborov (okres Bardejov)
Zborov  is een Slowaakse gemeente in de regio Prešov, en maakt deel uit van het district Bardejov.
Zborov telt 3.134 inwoners. De plaats is vooral bekend om het kasteel, Zborovský hrad. Dit kasteel wordt in de 14e eeuw voor het eerst genoemd en tot 1684 bewoond. In dat jaar werd het door het Oostenrijkse leger verwoest, omdat Ferenc II Rákóczi, de toenmalige eigenaar, een Hongaarse opstand tegen Oostenrijk had geleid en hier zijn toevlucht had gezocht. In de Eerste Wereldoorlog werd het kasteel verder beschadigd in gevechten tussen Oostenrijkse en Russische troepen.
Abrahámovce · 
Andrejová · Bardejov  · Bartošovce · Becherov · Beloveža · Bogliarka · Brezov · Brezovka · Buclovany · Cigeľka · Dubinné · Frička · Fričkovce · Gaboltov · Gerlachov · Hankovce · Harhaj · Hažlín · Hertník · Hervartov · Hrabovec · Hrabské · Hutka · Chmeľová · Janovce · Jedlinka · Kľušov · Kobyly · Kochanovce · Komárov · Koprivnica · Kožany · Krivé · Kríže · Kružlov · Kučín · Kurima · Kurov · Lascov · Lenartov · Lipová · Livov · Livovská Huta · Lopúchov · Lukavica · Lukov · Malcov · Marhaň · Mikulášová · Mokroluh · Nemcovce · Nižná Polianka · Nižná Voľa · Nižný Tvarožec · Oľšavce · Ondavka · Ortuťová · Osikov · Petrová · Poliakovce · Porúbka · Raslavice · Regetovka · Rešov · Richvald · Rokytov · Smilno · Snakov · Stebnícka Huta · Stebník · Stuľany · Sveržov · Šarišské Čierne · Šašová · Šiba · Tarnov · Tročany · Vaniškovce · Varadka · Vyšná Polianka · Vyšná Voľa · Vyšný Kručov · Vyšný Tvarožec · Zborov · Zlaté